# Baron Ashbourne

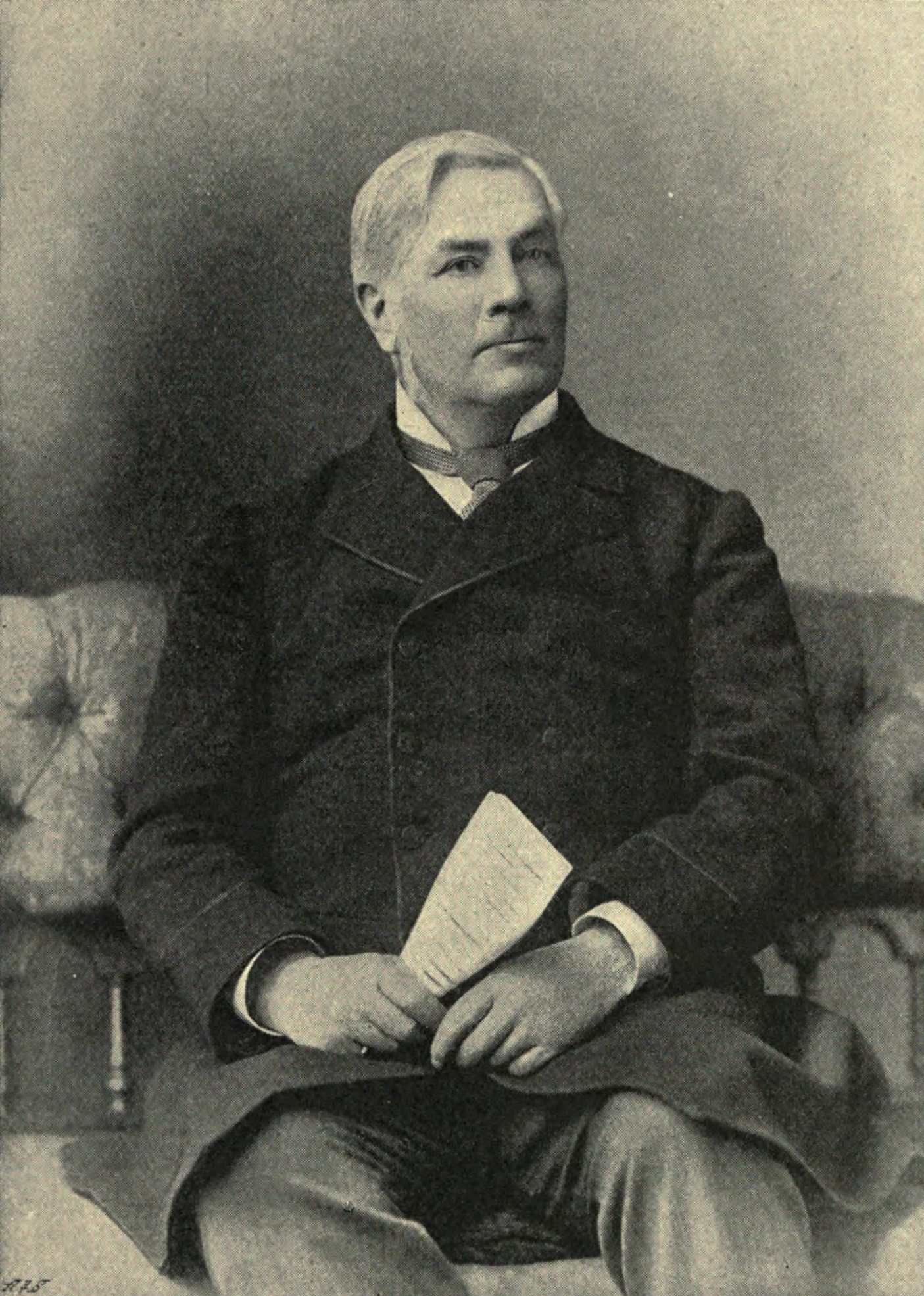
Edward Gibson, 1. Baron Ashbourne

Baron Ashbourne, of Ashbourne in the County of Meath, ist ein erblicher britischer Adelstitel in der Peerage of the United Kingdom.

## Verleihung
Der Titel wurde am 4. Juli 1885 für den Lordkanzler von Irland Edward Gibson geschaffen.
Heutiger Titelinhaber ist sein Ururenkel Edward Gibson als 5. Baron.

## Liste der Barone Ashbourne (1885)
- Edward Gibson, 1. Baron Ashbourne (1837–1913)
- William Gibson, 2. Baron Ashbourne (1868–1942)
- Edward Gibson, 3. Baron Ashbourne (1901–1983)
- Edward Gibson, 4. Baron Ashbourne (1933–2020)
- Edward Gibson, 5. Baron Ashbourne (* 1967)

Titelerbe (Heir apparent) ist der Sohn des aktuellen Titelinhabers Hon. Edward Gibson (* 2002).